# Alasca
O Alasca (em inglês Alaska) é um dos 50 estados dos Estados Unidos e o maior em extensão territorial, sendo maior do que os estados norte-americanos do Texas, Califórnia e Montana juntos (respectivamente o segundo, o terceiro e o quarto mais extensos). É também o estado mais escassamente povoado dentre os 50 dos Estados Unidos, com uma densidade populacional de 0,5 hab/km². Tem menos habitantes do que qualquer estado americano com exceção de Wyoming e Vermont. Se fosse um país independente, o Alasca seria o 17° maior país do mundo em extensão territorial. Relativamente isolado do restante do país, é considerado parte dos Estados do Pacífico. É certo também que algumas ameaças de mísseis do Extremo Oriente só podem atingir os Estados Unidos pelo Alasca.
O Alasca é o estado mais setentrional e ocidental dos Estados Unidos. É também considerado por alguns como o estado mais oriental do país, uma vez que duas das ilhas do Arquipélago dos Aleutas estão localizadas no Hemisfério Oriental. A maior parte da população do estado vive na região sul e sudeste do estado, sendo que muito do Alasca é escassamente povoado. Por causa disso, o seu cognome oficial é The Last Frontier ("A Última Fronteira"). O Alasca é, em sua maior parte, uma península e faz fronteira somente com o Canadá, através do território de Yukon e da província de Colúmbia Britânica. É um dos dois estados norte-americanos que não fazem parte da área contínua dos Estados Unidos, os 48 estados contíguos localizados entre o Canadá e o México. O segundo estado é o Havaí.
O nome Alasca provém da palavra Alakshak, que significa "grande terra" ou "grande península" em aleúte, um idioma esquimo-aleutiano falado em partes do seu território; essa palavra foi depois traduzida em russo Аляска para acabar na língua inglesa. O Alasca foi comprado do Império Russo em 1867, graças à insistência do então Secretário de Estado dos Estados Unidos William Henry Seward, por 7,2 milhões de dólares. À época, Seward foi criticado por outros políticos e ridicularizado pela maioria da população norte-americana pela sua decisão, uma vez que boa parte da população americana acreditava então que o Alasca não passava de uma região coberta de gelo imprestável e que só servia para morada de ursos. Porém, descobertas de grandes reservas de recursos naturais desde então atraíram milhares de pessoas à região. Em 3 de Janeiro de 1959, o território do Alasca foi elevado à categoria de Estado, tornando-se o 49º estado americano.

## História

### Até 1867
Acredita-se que os antecedentes dos ameríndios que habitaram o continente americano por milhares de anos antes da chegada dos primeiros europeus foram asiáticos que teriam migrado da Ásia até o continente americano pelo estreito de Bering, que separa a Rússia do atual estado americano do Alasca. Não se sabe ao certo quando que esta migração ocorreu. Estima-se que esta migração tenha ocorrido entre 40 000 a 12 000 anos atrás, provavelmente em períodos que o estreito de Bering ficava coberto de gelo, facilitando a migração entre ambos os continentes.

Bandeira do Alasca durante o domínio do Império Russo.

Dois grupos distintos de nativos americanos viviam na região milhares de anos anteriormente à chegada dos primeiros europeus. Os Athabaskan, os Haida, os Tingit e os Tsimshian, que viviam ao longo do leste e do sul do atual Alasca, enquanto diversas tribos inuit viviam no norte e no oeste do Alasca e tribos aleútes viviam nas ilhas Aleutas. Os inuites e os aleutas são popularmente conhecidos como esquimós.
Em 1728, o dinamarquês Vitus Bering, comandando uma expedição russa, navegou no estreito que atualmente possui seu nome. Por causa de névoa pesada, Bering e sua tripulação foram incapazes de ver o Alasca. Porém, em 1741, Bering em outra expedição russa avistou e desembarcou em algumas das ilhas do arquipélago dos Aleutas.
O primeiro assentamento europeu no Alasca foi fundado em 1784, pelo russo Grigory Shelekov, na ilha de Kodiak. Nas décadas seguintes, consolidou-se o controle russo sobre a região.
A guerra da Crimeia, que ocorrera entre 1853 e 1856, debilitou muito a economia da Rússia. O então secretário de Estado estadunidense, William H. Seward, propôs a compra do Alasca. Muitos estadunidenses, entre eles vários políticos, eram contra esta compra, por acharem que esta região era imprestável. Tais críticos apelidaram o Alasca de "disparate de Seward".
O Congresso dos Estados Unidos acabou por aprovar a compra em 1867. Em 30 de março do mesmo ano, os Estados Unidos compraram o Alasca por 7 200 000 de dólares, ou cinco centavos por hectare. Ainda no mesmo ano, em 18 de outubro, a bandeira norte-americana foi içada pela primeira vez no Alasca, que se tornou um território dos Estados Unidos.

### Desde 1867
Por mais de uma década, os Estados Unidos pouco se importaram com o Alasca. O território não teria um governo local próprio nos 17 anos que se seguiriam à compra, sendo administrado por diversos órgãos federais, tais como o Departamento de Defesa dos Estados Unidos, de Economia e da Marinha norte-americana. Tais órgãos federais demonstraram pouco interesse em governar e resolver problemas da região. Foi apenas em 1884 que o governo americano instalou uma administração territorial no Alasca.
Ao longo da década de 1880 e de 1890, diversas grandes reservas de ouro foram encontradas no Alasca. Esta descoberta atraiu milhares de pessoas à região, que instalaram-se na região esperando melhorar suas condições de vida. Em apenas uma década, entre 1890 e 1900, a população do Alasca praticamente dobrou, tendo cerca de 33 400 habitantes em 1890 e 63 000 em 1900. A corrida do ouro terminou no início do século XX, e o crescimento populacional do Alasca estagnar-se-ia durante as décadas seguintes.
Um dos maiores problemas do Alasca, no início do século, era a falta de meios de transporte adequados. O imenso crescimento populacional da região fez com que os Estados Unidos concedessem fundos e criassem uma companhia para a construção de estradas, ferrovias e pontes ao longo do território, bem como o fornecimento de serviços de ferries, conectando comunidades isoladas com outras cidades portuárias. Em 1906, o Congresso americano permitiu que a população do território elegesse um representante que poderia discursar no Congresso, embora não tivesse poder de voto. Em 1912, o Congresso americano permitiu que o Alasca instalasse um governo territorial dotado de Poder Legislativo.
Porém, o crescente interesse dos americanos em geral no Alasca acabou fazendo com que o governo tomasse posse de grande parte de suas terras. Os nativos esquimós da região teriam de instalar-se permanentemente em comunidades urbanas, assim perdendo seus antigos costumes de vida. Além disso, os esquimós eram discriminados pelo governo, que os segregava dos brancos em instituições públicas, por exemplo. Os esquimós criaram em 1913 a Irmandade dos Esquimós do Alasca. Esta organização pressionou com sucesso o governo do território a abolir a segregação nas escolas e dar aos esquimós o direito de voto. Porém, a organização falhou em negociar um acordo com o governo americano sobre as terras do Alasca que haviam sido tomadas como propriedade do governo dos Estados Unidos. Em 1916, o representante do Alasca no Congresso americano propôs fazer do Alasca um Estado americano. Tal proposta foi rejeitada, no entanto.
Durante a Segunda Guerra Mundial, a posição estratégica do Alasca, próximo à Ásia, motivou os Estados Unidos a construir diversas instalações militares na região. Em 1942, três das ilhas do arquipélago das Aleutas foram capturados pelos japoneses, sendo essa a única região dos Estados Unidos (bem como de todo o continente americano) a ser invadida por forças do Eixo durante a guerra. Os norte-americanos reconquistaram as ilhas em 1943. Então, o Alasca abrigava mais de 150 mil soldados, mais do que o dobro da população local. Após o fim da guerra, vários destes soldados decidiram estabelecer-se no Alasca de forma permanente.
Após o fim da Guerra, a população do Alasca passou a pressionar cada vez mais o governo americano a fazer do território um novo Estado americano. Várias leis foram introduzidas e rejeitadas com tal propósito no Congresso. Finalmente, em 1958, o Congresso americano aprovou a elevação do Alasca à categoria de Estado. Em 3 de Janeiro de 1959, o então Presidente dos Estados Unidos, Dwight D. Eisenhower, assinou a emenda da constituição que tornou o Alasca o 49° Estado americano.

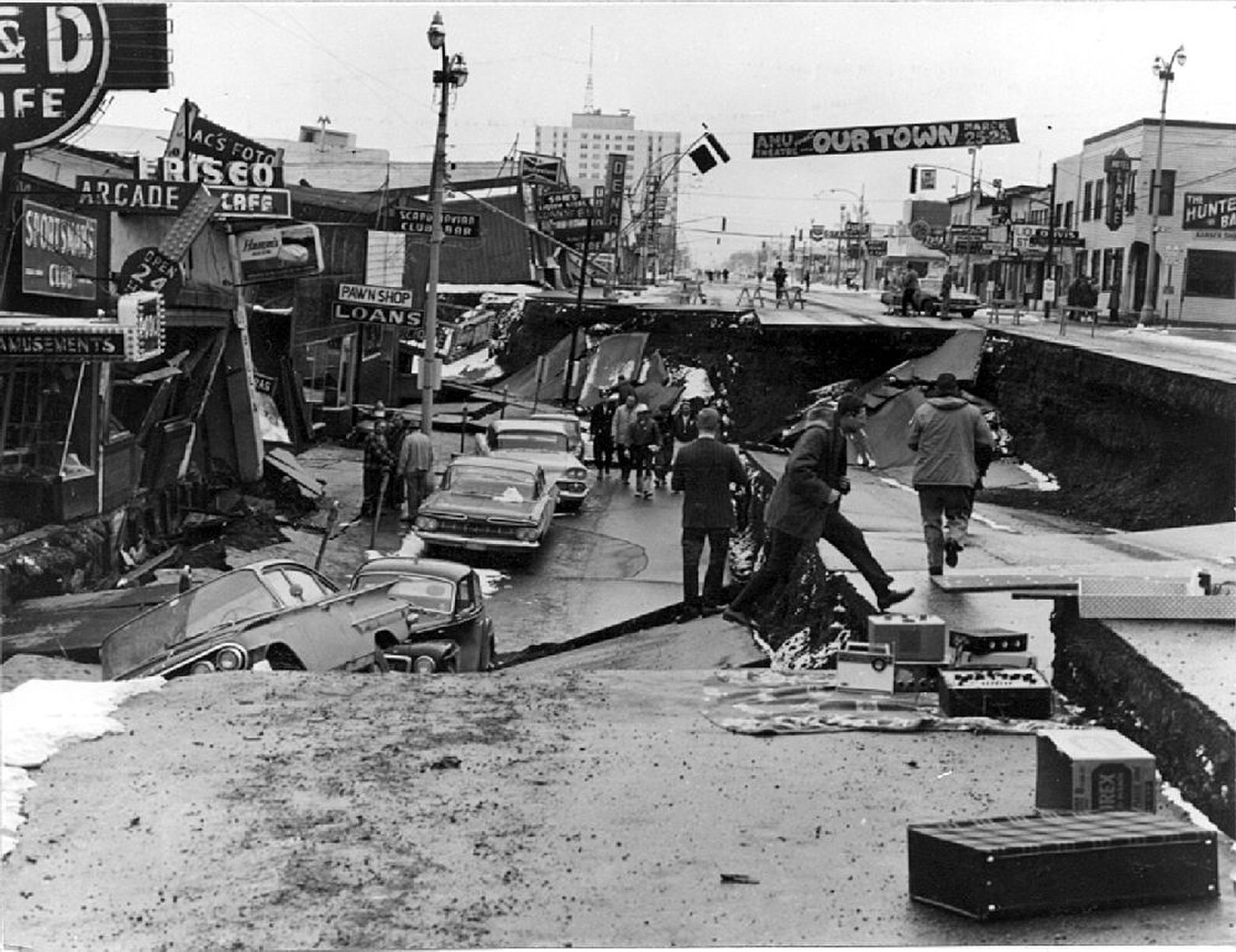
Imagem da destruição causada pelo terremoto de 27 de março de 1964.

O governo estadual do Alasca enfrentou sérias dificuldades financeiras nos primeiros anos de vida do novo Estado, uma vez que vários serviços governamentais, antes sob responsabilidade da administração federal, passaram à responsabilidade do governo do Alasca. O governo americano cedeu ao Alasca muitas das terras das quais era anteriormente proprietário, e cedeu por várias vezes fundos de ajuda econômica ao Estado.
Em 27 de Março de 1964, uma Sexta-feira santa, o sul do Alasca foi atingido por um dos mais fortes sismos já registrados, que alcançou 9,2 na Escala de Richter, tendo epicentro próximo a Anchorage. O sismo, bem como o tsunami que se seguiu, matou 131 pessoas e provocou mais de 300 milhões de dólares em prejuízos.
Em 1968, a maior reserva de petróleo cru do continente americano foi descoberta, no extremo norte do Alasca. Um grande oleoduto, com cerca de 1 300 km de comprimento, foi construído, conectando a Baía de Prudhoe, região onde o petróleo era extraído, até a Baía de Valdez, onde o petróleo é transportado em petroleiros para outras regiões. Esse oleoduto foi inaugurado em 1977. Graças à indústria do petróleo, a economia do Alasca prosperou, e desde então a população do Estado tem crescido constantemente.

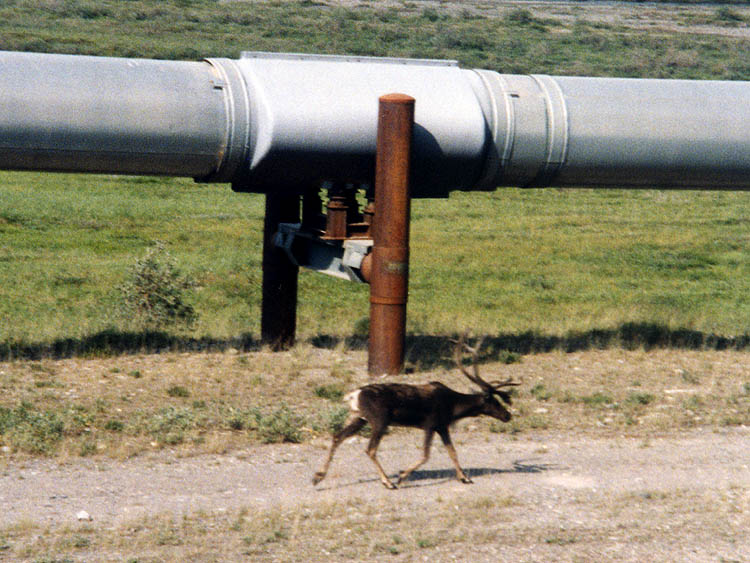
Vista do petroduto conectando a Baía de Prudhoe com a Baía de Valdez. Compare o diâmetro do tubo com um caribu.

Em 1971, o governo federal cedeu oito milhões de hectares de terra para nativos, fazendo destas terras reservas aborígenes. Além disso, aproximadamente um milhar de milhões de dólares foi cedido pelo governo para a administração dessas reservas aborígenes, gerenciadas diretamente por cooperativas ameríndias.
Em 1976, o governo do Alasca aprovou uma emenda à constituição do Estado que pedia pela criação do Alaska Permanent Fund, uma poupança cujos fundos econômicos pertenceriam a todos os habitantes do Alasca. Os fundos viriam de um imposto cobrado pela extração de petróleo e de outros minérios, de 25%. O Estado aboliu o imposto de renda estadual em 1980. Desde 1982, todo ano, metade dos fundos gerados através do Alaska Permanent Fund são dados igualmente a todos os habitantes do Alasca.
Em 1989, o petroleiro Exxon Valdez chocou-se com um recife no sul do Alasca, causando um gigantesco vazamento de petróleo, de mais de 40 milhões de galões de petróleo cru, ao oceano, poluindo praias e destruindo o ecossistema local. A Exxon, proprietária do petroleiro, foi obrigada a pagar uma indenização de milhões de dólares ao governo do Alasca, bem como foi obrigada a arcar com os custos de limpeza, que totalizaram dois mil milhões (português europeu), dois bilhões (português do Brasil), de dólares. A limpeza teve fim em 1992.
Em 1988, o inglês tornou-se idioma oficial do Alasca, através de uma emenda estadual, passando a fazer parte da Constituição do Estado. A emenda, porém, foi considerada inconstitucional pela Suprema Corte do Alasca em 2002, embora ainda faça parte da Constituição estadual até os dias de hoje.

## Geografia

Tamanho do Alasca comparado com os 48 estados americanos contíguos.

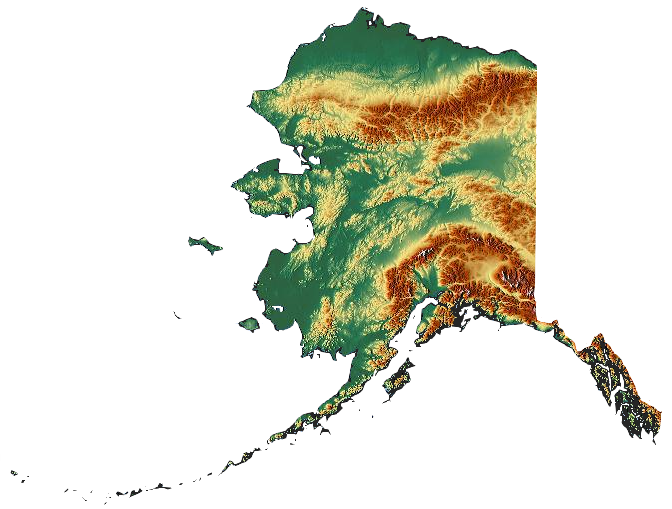
Mapa físico do Alasca.

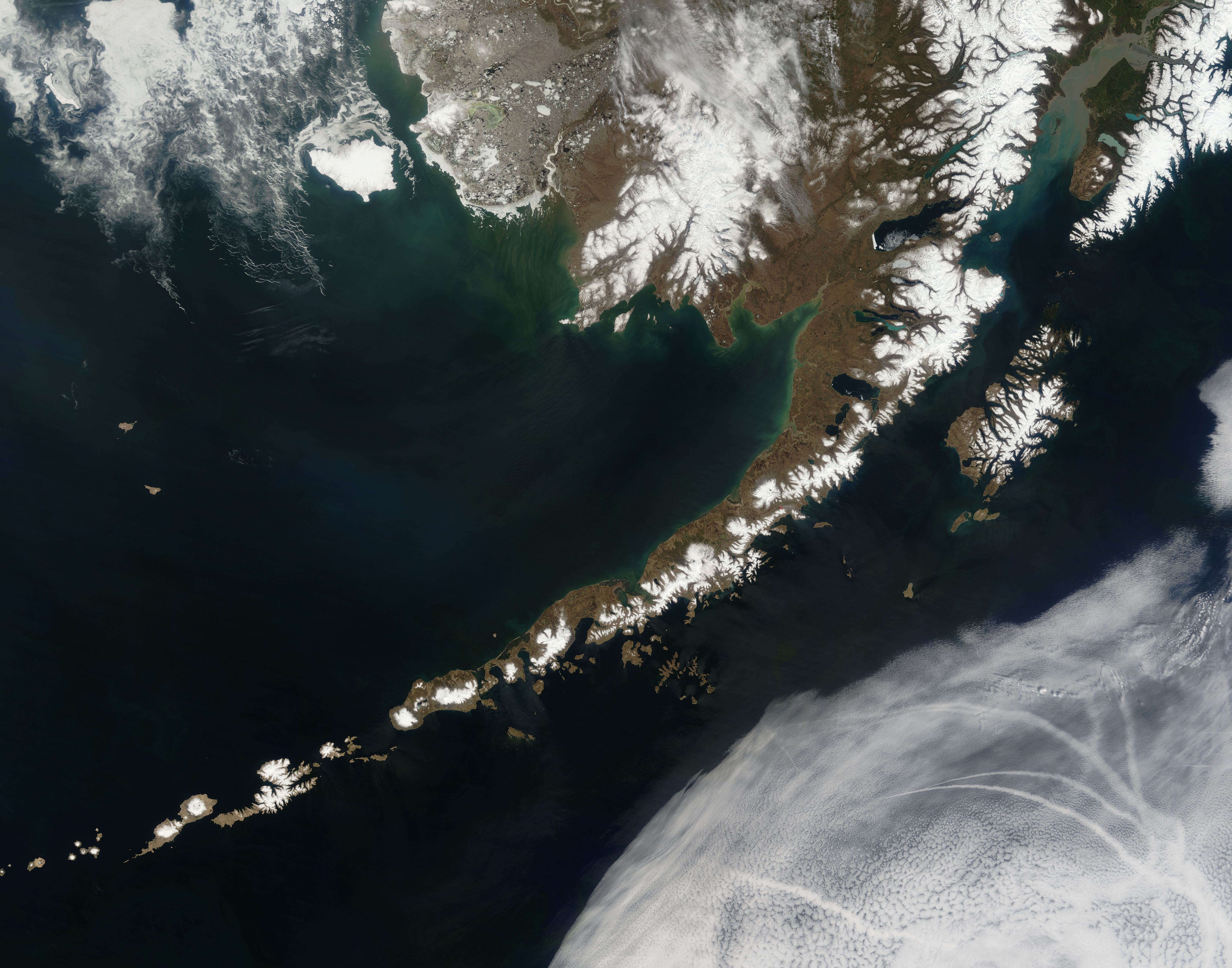
Vista das Ilhas Aleutas e do sudoeste do Alasca, de satélite.

O Alasca é uma gigantesca península. O Estado limita-se a norte com o oceano Ártico, a oeste com o estreito de Bering (o qual separa o Alasca da Rússia) e ao sul com o mar de Bering. O Alasca limita-se a leste com o território canadense de Yukon e com a província canadense de Colúmbia Britânica. Juntamente com o Havaí, são os únicos estados dos EUA que não possuem divisas, pelo fato de serem os únicos estados que não fazem parte da área continental do país. Com seus 1 723 336,75 km² (dos quais 1 477 953,28 km² são terra firme e o resto é coberto por água), o Alasca é facilmente o maior estado dos Estados Unidos. É também a segunda maior subdivisão nacional do continente americano, sendo maior do que o estado brasileiro de Amazonas (1 570 947 km²), e menor do que o território canadense de Nunavut (2 093 190 km²).
O Alasca é cortado pelo rio Yukon, um dos rios mais longos da América do Norte, com seus 3 185 km de comprimento. O estado possui milhares de pequenos lagos, com até algumas dezenas de quilômetros de largura. Porém, o Alasca é conhecido primariamente por abrigar milhares de geleiras (glaciares). O tamanho destas varia enormemente, de algumas centenas de metros até 80 km de comprimento. Estas geleiras atraem vários cientistas do Canadá e do Estados Unidos. Cerca de 35% do Alasca é coberto por florestas. A maior parte das florestas localiza-se no sul do Estado. O estado também tem alta atividade sísmica, pelo fato de estar no encontro das placas tectônicas do Pacífico e da Norte-Americana. O maior sismo que já atingiu o estado foi o de 1964. Em 2020, um sismo de 7,8 atingiu o estado, mas não causou grandes danos nem vítimas.
O litoral do Alasca possui 10 686 km de comprimento. Contando-se todas as regiões banhadas pelo mar – baías, estuários e ilhas oceânicas – este número salta para 54 563 km se contarmos o litoral formado por ilhas oceânicas, baías e estuários. Em ambas as categorias, o Alasca possui o litoral mais extenso do país, entre todos os Estados americanos.
65% do Alasca é administrado pelo governo federal dos Estados Unidos, como parques e reservas nacionais, 24,5% é administrado por municipalidades e distritos, 10% é administrado diretamente pelo Estado, e 1% é administrado por terceiros.
O Alasca pode ser dividido em quatro distintas regiões geográficas:

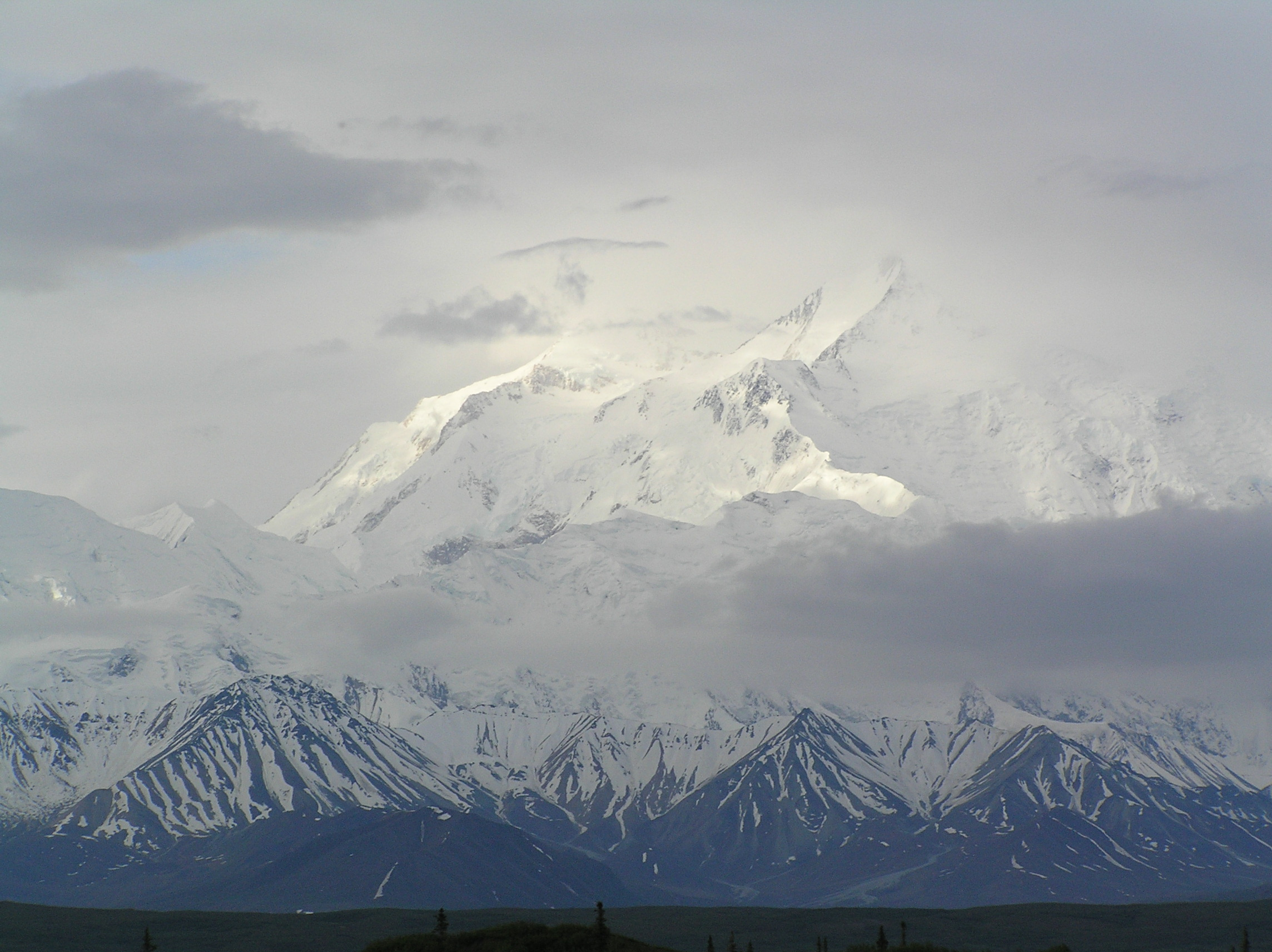
Vista do Monte Denali, o pico mais alto da América do Norte.

- A Cadeia de Montanhas do Pacífico é uma cadeia de montanhas que se inicia no Alasca e estende-se até a Califórnia. Esta região compreende todo o sul do Alasca, incluindo as Ilhas Aleutas e a península homónima, que fazem parte desta cadeia de montanhas. Na verdade, estas ilhas e a península não passam de uma cadeia de montanhas submersas, com as partes mais altas emergindo do nível do mar. Caracteriza-se pelo seu terreno acidentado e pela presença de vários picos de altíssimas altitudes, com quatro mil metros ou mais, entre eles, o Monte Denali, com 6 194 metros de altitude. O Denali é o monte mais alto na América do Norte. Esta região é uma região muito ativa geologicamente, possuindo vários vulcões ativos;
- As Planícies e Planaltos Centrais localizam-se ao norte da cadeia de montanhas do Pacífico. Caracteriza-se pelo seu terreno relativamente plano. É a maior região do Alasca, ocupando cerca de 40% do Estado;
- As Montanhas Rochosas localizam-se ao norte das Planícies e Planaltos Centrais. Localiza-se próximo ao norte do Alasca. Caracteriza-se pelo seu terreno acidentado, e pela presença de picos que podem alcançar até 2,7 mil metros de altitude;
- As Planícies do Oceano Ártico localizam-se no extremo norte do Alasca. Caracteriza-se pela sua baixa altitude (de no máximo 180 metros) e pelo seu terreno relativamente plano. É a menor de todas as regiões. É uma região permanentemente coberta de gelo, por uma camada de gelo de até 300 metros de espessura.

### Clima

Tipos climáticos do Alasca.

Desde a compra do Alasca que a região é famosa mundialmente pelo seu estereótipo de possuir um clima polar, frio durante o ano inteiro. Porém, devido à sua grande extensão, tem climas diferentes, que variam de região a região. No geral, apresenta invernos longos e frios, cujas noites são muito longas, e verões amenos e curtos, com dias muito longos.
O norte apresenta as temperaturas mais baixas de todos os Estados Unidos. O norte do estado possui um clima polar. A temperatura média no inverno é de -24°C e de 8 °C no verão. Mínimas podem facilmente chegar aos -50 °C, e máximas dificilmente superam os 15 °C. A temperatura mais baixa já registrada não somente no Alasca mas bem como em todo os Estados Unidos em geral foi registrado em Barrow, -62 °C, em 23 de janeiro de 1971.
A região central e ocidental possui um clima temperado, com temperaturas menores no inverno e maiores no verão que na região sul, apresentando médias de -22 °C no inverno e de 16 °C no verão.
O extremo sul, ao longo do litoral do Estado com o oceano Pacífico, possui um clima temperado, cujos Invernos são amenizados pela corrente oceânica quente do pacífico e pelas correntes de ar amenas vindas do Japão. No sul, a temperatura média no Inverno é de -2 °C, e no verão, de 13 °C. Mínimas variam entre -45 °C no Inverno e 35 °C no Verão. A temperatura mais alta já registrada no estado é de 38 °C, registrada em 27 de junho de 1915.
As taxas de precipitação média anual de chuva no estado varia muito de região a região. A região sul do Alasca possui uma média anual que varia em média entre 80 a 240 (com certas regiões recebendo mais de 500 centímetros de precipitação média anual de chuva), graças às Montanhas Rochosas que agem como obstáculos naturais às correntes de ar úmidas do Pacífico. O resto do estado possui um clima muito seco. O norte do Alasca recebe menos de 40 cm de precipitação, com a região norte recebendo apenas 15 cm por ano. As taxas de precipitação média anual de neve varia entre 130 cm (sul) a 30 cm (oeste).

## Política

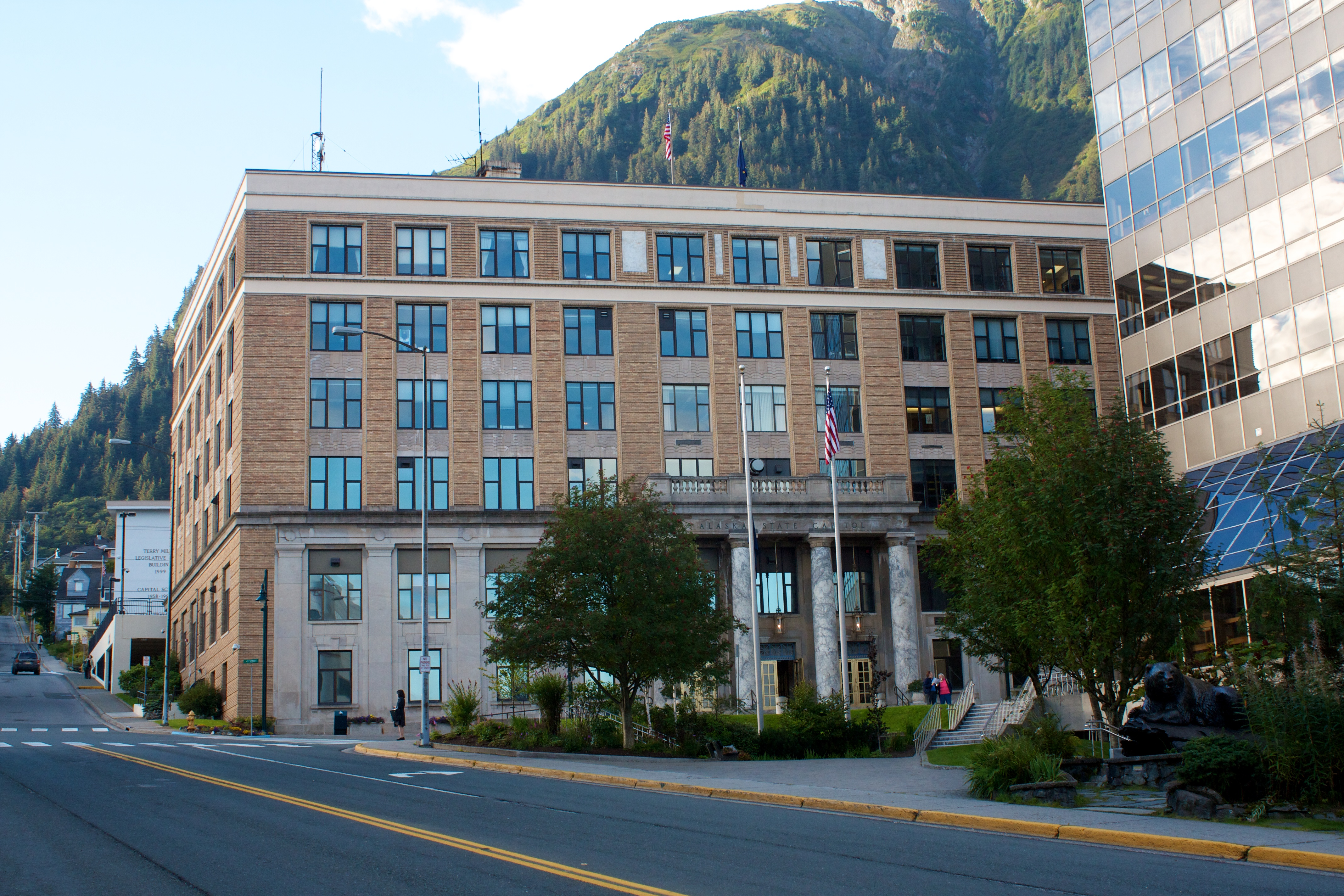
Capitólio estadual do Alasca em Juneau.

A atual constituição do Alasca foi adotada em 1956 – três anos antes de ser elevado à categoria de estado. Emendas à constituição são propostas pelo Poder Legislativo do Alasca, e para serem aprovadas precisam receber ao menos um quarto dos votos do senado e da câmara dos representantes do estado, e então dois terços dos votos da população eleitoral do Alasca, em um referendo. Emendas também podem ser realizadas através de convenções constitucionais, encontros políticos especiais, que precisam ser aprovadas por ao menos 51% por cada câmara do poder legislativo e então por ao menos 60% da população eleitoral do Estado, em um referendo. Além disso, um referendo é realizado a cada dez anos no Alasca, onde a população vota a favor ou contra a proposta de novas emendas à constituição, através da realização de uma convenção constitucional.
O principal oficial do poder executivo no Alasca é o governador. Este é eleito pelos eleitores do estado para mandatos de até quatro anos de duração. Não existe um limite de termos que uma pessoa pode ser exercer como governador, porém, uma pessoa não pode exercer este cargo duas vezes seguidas. Os eleitores também elegem um tenente-governador. Não há um limite de termos que uma pessoa pode cumprir como tenente-governador.

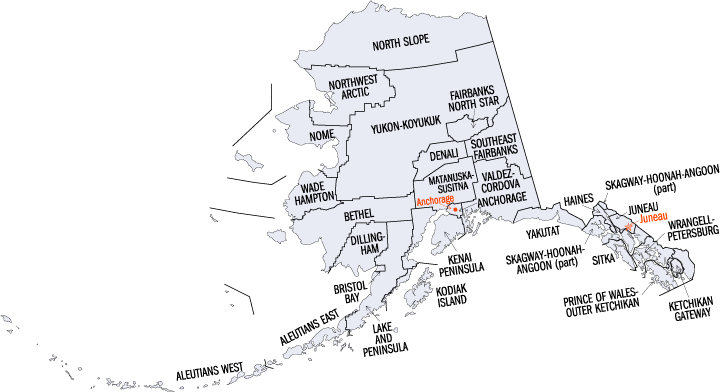
Mapa do Alasca e seus distritos.

O poder legislativo do Alasca é constituído pelo Senado e pela Câmara dos Representantes. O senado possui um total de 20 membros, enquanto a Câmara dos Representantes possui 40 membros. O Alasca está dividido em 20 distritos senatoriais e 40 distritos representativos. Os eleitores de cada distrito elegem um senador/representante, que irá representar tal distrito no Senado/Câmara dos Representantes. O termo dos senadores é de quatro anos e o termo dos representantes é de dois anos.
A corte mais alta do poder judiciário do Alasca é a Suprema Corte do Alasca. Embora concentre suas operações em casos civis, a Suprema Corte tem a última palavra em todos os casos estudados. Outra corte importante é a Court of Appeals ("Corte de apelações"). Todos os juízes do poder judiciário são escolhidos pelo governador. Porém, após um período de três anos, estes juízes precisam ser aprovados pela população nas eleições estaduais. Após isto, os juízes da Suprema Corte precisam ser reaprovados a cada seis anos, e juízes da Court of Appeals, a cada oito anos.
O Alasca está dividido em 27 distritos (boroughs). Existem dois tipos de distritos: os organizados e os não organizados. Os 16 distritos organizados concentram 86% da população do estado (e cobrem cerca de 44% do Alasca). Cada distrito organizado é governado por um conselho composto por cinco a doze membros, além de um administrador eleito pela população do distrito. Os outros 11 distritos são distritos não organizados, governados diretamente pelo Estado.
Aproximadamente 50% da receita do orçamento é gerada por impostos estaduais, e de royalties, especialmente da extração de petróleo. O restante vem de verbas recebidas do governo federal e de empréstimos. O estado não cobra imposto de renda de seus habitantes, nem imposto de venda, graças aos fundos provenientes dos royalties.
Em 2002, o governo do estado gastou 7,4 bilhões de dólares, tendo gerado 5 bilhões de dólares. A dívida governamental do Alasca é de 5,3 bilhões de dólares. A dívida per capita é de 8 281 dólares per capita, o valor dos impostos estaduais per capita é de 1 700 dólares, e o valor dos gastos governamentais per capita é de 11 548 dólares. O valor dos gastos governamentais per capita do governo do Alasca é o maior de todos os Estados Unidos.
O Alasca não é dominado por nenhum partido político. A grande maioria dos candidatos para cargos administrativos a nível regional são candidatos independentes, não afiliados a nenhum partido político. As eleições para governador, para o legislativo, e para os representantes do estado no Congresso dos Estados Unidos, foram vencidas em número semelhante tanto por candidatos democratas quanto candidatos republicanos. Porém, na grande maioria das eleições presidenciais americanas, o estado tem favorecido candidatos republicanos.

## Demografia
De acordo com estimativas do United States Census Bureau, a população do Alasca em 2011 era de 722 718 habitantes. O censo de 2000 estimou a população do Alasca em 626 932 habitantes, um crescimento de 14% sobre a população de 1990, de 551 947 habitantes. Uma estimativa realizada em 2005 estima a população do estado em 663 661 habitantes, um crescimento de 20,2% em relação à população em 1990; de 5,9%, em relação à população em 2000; e de 0,9% em relação à população estimada em 2004.
O crescimento populacional natural do Alasca entre 2000 e 2005 foi de 36 590 habitantes – 53 132 nascimentos menos 16 542 óbitos – o crescimento populacional causado pela imigração foi de 5 800 habitantes, enquanto a migração interestadual resultou na perda de 4 619 habitantes. Entre 2000 e 2005, a população do Alasca cresceu em 36 730 habitantes, e entre 2004 e 2005, em 5 906 habitantes.
Cerca de 70% dos habitantes nasceram no estado. Há apenas uma região metropolitana, Anchorage, que é a maior cidade do Alasca. Cerca de dois quintos dos habitantes vivem em Anchorage. Cerca de 70% dos habitantes vivem em cidades e os outros 30% vivem em áreas não urbanas.
A maior parte da população do Alasca vive na região sul do estado, ao longo do litoral sul com o oceano Pacífico, onde o clima é menos rigoroso do que no norte do estado. O resto do Alasca é escassamente povoado. Porém, mesmo assim, algumas comunidades urbanas com alguns milhares de habitantes existem no interior e mesmo no litoral norte do estado.

### Etnias
A composição étnica da população do Alasca de acordo com o censo estadunidense de 2010ː
- 64,1% – brancos não hispânicos
- 14,8% – indígenas e inuítes
- 5,5% – hispânicos
- 5,4% – asiáticos
- 3,3% – afro-americanos
- 7,3% – duas ou mais etnias

Os cinco maiores grupos étnicos do Alasca são: alemães (que compõem 16,6% da população do estado), nativos norte-americanos (15,6%), irlandeses (10,8%), ingleses (9,6%), estadunidenses (5,7%; a maioria possui ascendência europeia) e noruegueses (4,2%). O Alasca possui a maior percentagem de nativos norte-americanos entre os estados dos Estados Unidos.
As vastas e escassamente povoadas regiões do norte e do oeste do Alasca são primariamente habitadas por nativos norte-americanos. Anchorage, Fairbanks e outras partes da região centro-sul e sudeste do Alasca possuem uma grande população branca de ascendência britânica e alemã. A região Wrangell-Petersburg possui vários habitantes de ascendência escandinava e as Ilhas Aleutas possuem uma comunidade considerável de filipinos.
85,7% da população do Alasca possui o inglês como idioma materno e 5,2% possuem idiomas nativos norte-americanos como língua materna. O espanhol é o idioma materno de 2,9% da população do estado.

### Religião
Esta é a distribuição da população do Alasca por afiliação religiosa:
- Cristianismo – 81%
  - Protestantes – 68%
    - Igreja Batista – 11%
    - Igreja Luterana – 8%
    - Igreja Metodista – 6%
    - Igreja Pentecostal – 2%
    - Qualquer – 1%
    - Outras afiliações protestantes – 40%

  - Igreja Ortodoxa – 8%
  - Igreja Católica – 7%
  - Mórmons – 1%
  - Outras afiliações cristãs – 1%
- Outras religiões – 1%
- Não religiosos – 17%

O Alasca possui uma considerável comunidade ortodoxa graças à colonização russa na região. Vários missionários russos converteram muitos nativos à Igreja Ortodoxa.

### Principais cidades

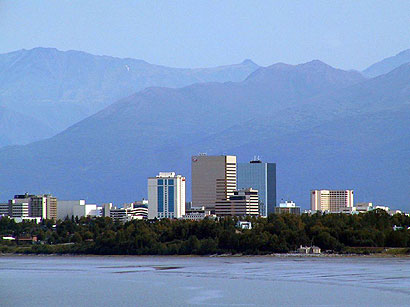
Anchorage.

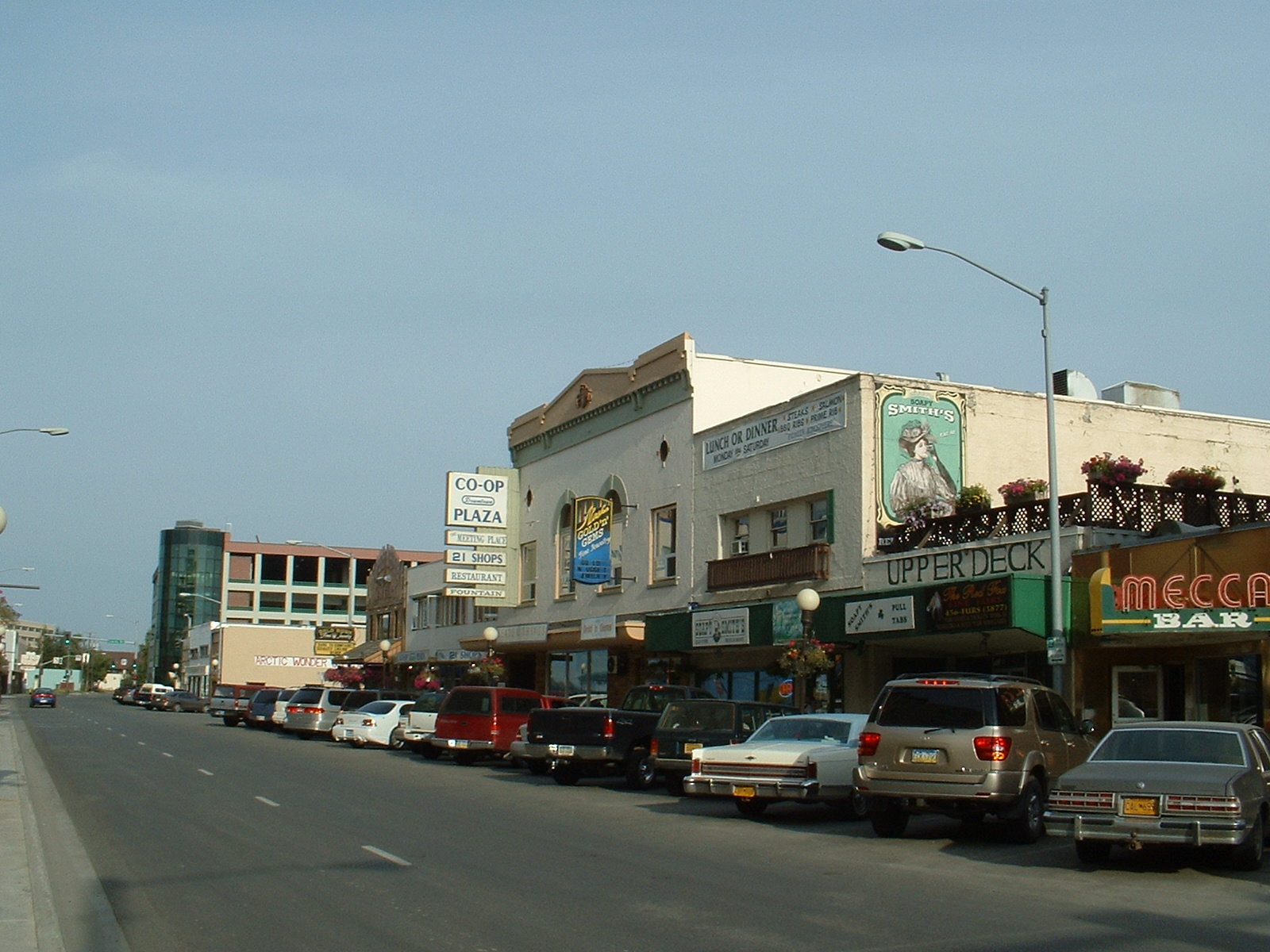
Fairbanks.

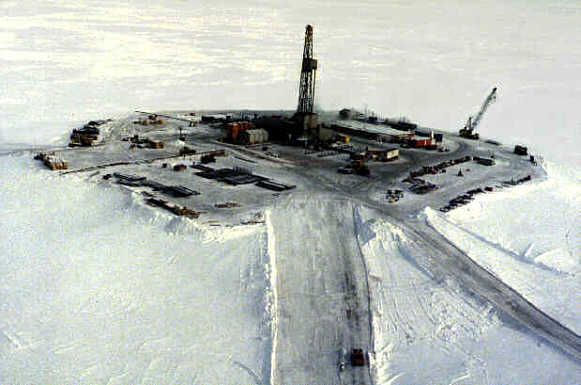
A extração de petróleo é atualmente a principal fonte de renda do Alasca.

A cidade mais populosa é Anchorage, que possui aproximadamente 275 mil habitantes. Anchorage é também a terceira maior cidade do Estados Unidos em área. A maior parte das principais cidades do Alasca localizam-se ao litoral oceânico do estado.
100 mil habitantes ou mais
- Anchorage

Entre 10 000 e 100 000 habitantes
- Fairbanks
- Juneau

Menos de 10 mil habitantes
| - Wasilla - Kodiak - Ketchikan - Ester - Sitka - Palmer - Circle | - Bethel - Barrow - Kenai - Soldotna - Unalaska - Kotzebue - Nome | - Petersburg - Homer - Dillingham - Valdez - Seward - Glennallen |

## Economia
A economia do Alasca está concentrada primariamente na extração de recursos naturais, dos quais o mais importante é o petróleo. A prestação de serviços governamentais também é relevante. O produto interno bruto (PIB) do estado foi de 49,2 bilhões de dólares, em 2010. A renda per capita do estado, por sua vez, foi de 44 174 dólares, o terceiro maior do país. O centro econômico, financeiro e industrial do estado é Anchorage. A taxa de desemprego do Alasca é de 7,5%, a mais alta entre qualquer estado norte-americano.
O setor primário responde por 2% do PIB do Alasca. A pesca responde por 1,6% do PIB, e emprega cerca de 12 mil pessoas. O Alasca é o maior produtor nacional de peixes e outros animais e vegetais marinhos e fluviais do país. A agricultura e a pecuária respondem por 0,2% do PIB do estado, e empregam cerca de 1,8 mil pessoas. O estado possui cerca de 570 fazendas, que cobrem cerca de 372 mil hectares de área, bem menos que 1% do estado. Os principais produtos agropecuários produzidos no estado são leite, carne de vaca e ovos. Vegetais e legumes não são cultivados em grande escala, em parte por causa do clima, em parte por causa do solo pouco fértil e do terreno acidentado. Porém, no verão, algumas frutas e legumes são cultivados em escala razoável, graças às 20 horas de sol que o estado recebe diariamente. A silvicultura responde por 0,2% do PIB e emprega cerca de cinco mil pessoas.
O setor secundário responde por 30% do PIB do Alasca. A mineração responde por 22% do PIB e emprega aproximadamente 12 mil pessoas. Outros recursos naturais extraídos no estado são ouro, zinco e prata. A indústria de manufatura responde por 4% do PIB e emprega aproximadamente 17 mil pessoas. O valor total dos produtos manufaturados no estado por ano é de cerca de 2,6 milhões de dólares. A indústria de construção responde por 4% do PIB e emprega cerca de 22 mil pessoas.
O setor terciário responde por 68% do PIB do Alasca. Serviços governamentais respondem por 19% do PIB e empregam aproximadamente 95 mil pessoas. Transportes, telecomunicações e utilidades públicas respondem por 16% do PIB do estado e empregam cerca de 33 mil pessoas. Serviços comunitários e pessoais correspondem por 13% do PIB, e empregam mais de 120 mil pessoas. Serviços financeiros e imobiliários respondem por 10% do PIB e empregam cerca de 24 mil pessoas. O comércio por atacado e varejo responde por 10% do PIB do estado e emprega cerca de 75 mil pessoas. 60% da eletricidade gerada é produzida por usinas usinas termelétricas a gás natural, 15% em usinas termelétricas a petróleo, 15% por usinas hidrelétricas, e a maior parte do restante, por usinas termelétricas a carvão.

## Infraestrutura

### Educação

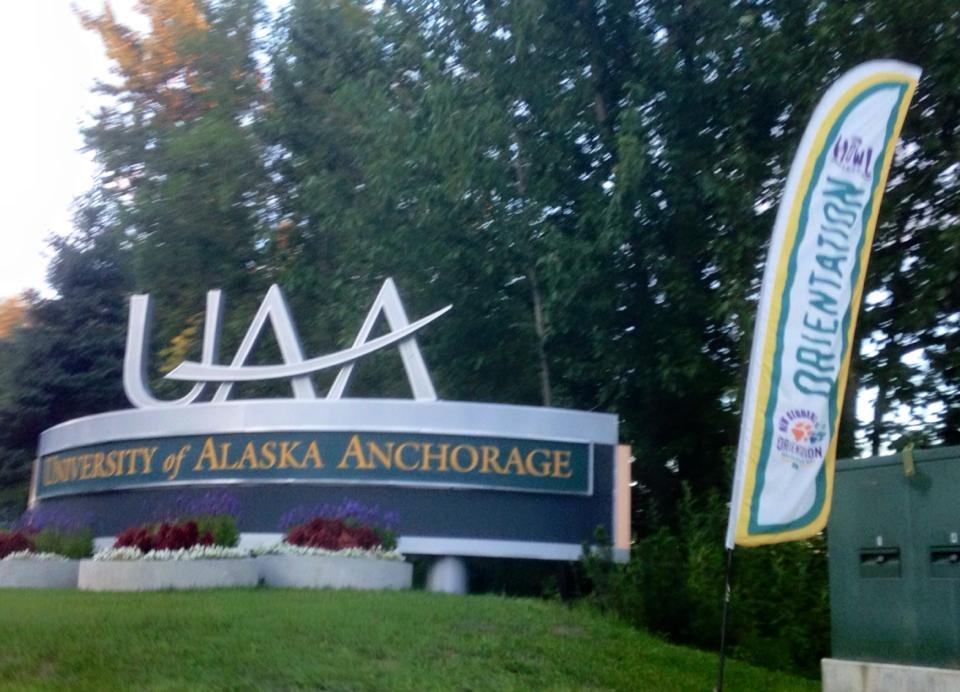
Entrada principal da Universidade do Alasca Anchorage.

Todas as instituições educacionais no Alasca precisam seguir regras e padrões ditadas pelo Departamento de Educação de Alasca. Este conselho controla diretamente o sistema de escolas públicas do estado, que está dividido em diferentes distritos escolares. Cada cidade primária (city), cada um dos distritos organizados e qualquer cidade localizada em distritos não organizados é servida por um distrito escolar. Além de impostos e de verbas do governo estadual, muito das verbas necessárias para a manutenção destes distritos escolares provém royalties cobrados pelos distritos para empresas petroleiras. O Alasca permite a operação de escolas charter – escolas públicas independentes, que não são administradas por distritos escolares, mas que dependem de verbas públicas para operarem. Atendimento escolar é compulsório para todas as crianças e adolescentes com mais de sete anos de idade, até a conclusão do segundo grau ou até os quinze anos de idade.
Em 1999, as escolas públicas do estado atenderam cerca de 134,4 mil estudantes, empregando aproximadamente 7,8 mil professores. Escolas privadas atenderam cerca de 6,8 mil estudantes, empregando aproximadamente 600 professores. O sistema de escolas públicas do Estado consumiu cerca de 1,138 bilhão de dólares, e o gasto estadual per capita das escolas públicas foi de aproximadamente 9,2 mil dólares por estudante. Cerca de 90,6% das pessoas com mais de 25 anos de idade possuem um diploma de segundo grau, a percentagem mais alta entre qualquer Estado americano com exceção de Washington.
A primeira instituição de educação superior do Alasca – o Agricultural School of Mines – foi fundada em 1917, em Anchorage. Esta instituição é atualmente a Universidade do Alasca, a maior e mais importante instituição de ensino superior do Alasca, possuindo três campi em três diferentes cidades. O estado atualmente possui um total de duas universidades e quatro faculdades. Bibliotecas existem em todas as áreas urbanas com 2,5 mil habitantes ou mais.
Um problema atual no sistema educacional do Alasca é a fuga de cérebros. Muitos jovens, incluído os alunos mais bem-sucedidos das escolas do Estado, saem do Alasca após terminarem o segundo grau (high school). O Alasca tem tido sucesso em minimizar este problema ao oferecer bolsas de estudo para os 10% dos melhores alunos do segundo grau do Estado.

### Transportes e telecomunicações

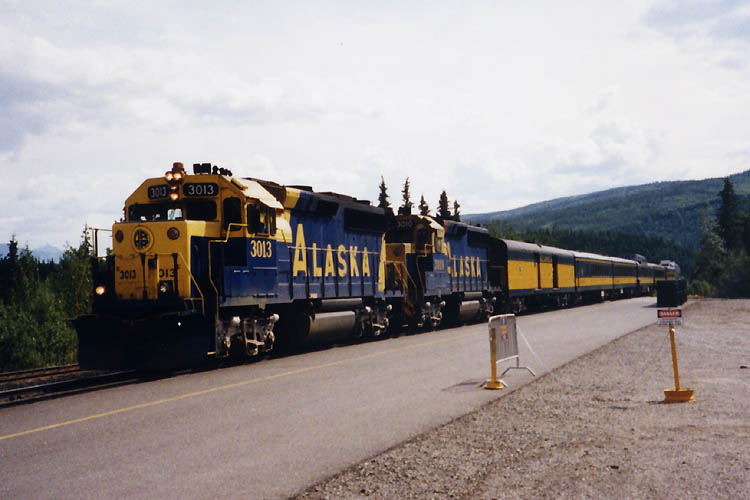
Trem da Alaska Railroad.

O sistema rodoviário é um dos menos desenvolvidos de todo os Estados Unidos. Isto porque o sistema rodoviário do Alasca cobre uma área relativamente pequena do estado, e conectando apenas os principais centros populacionais do Estado. A capital do estado, Juneau, não é acessível via estradas, fato que tem causado diversos debates e discussões nas últimas décadas, sobre a possibilidade de mudar a capital para uma cidade conectada ao sistema rodoviário do Estado. Em 2003, o Alasca tinha 22 903 km de vias públicas, dos quais 1 741 km eram rodovias interestaduais, parte do sistema rodoviário federal dos Estados Unidos. Nenhuma das rodovias do Estado conecta diretamente o Alasca com outros Estados americanos. A Alaska Highway ("Rodovia do Alasca") é a principal rodovia do Estado, conectando o Alasca com o Canadá, província de Colúmbia Britânica.

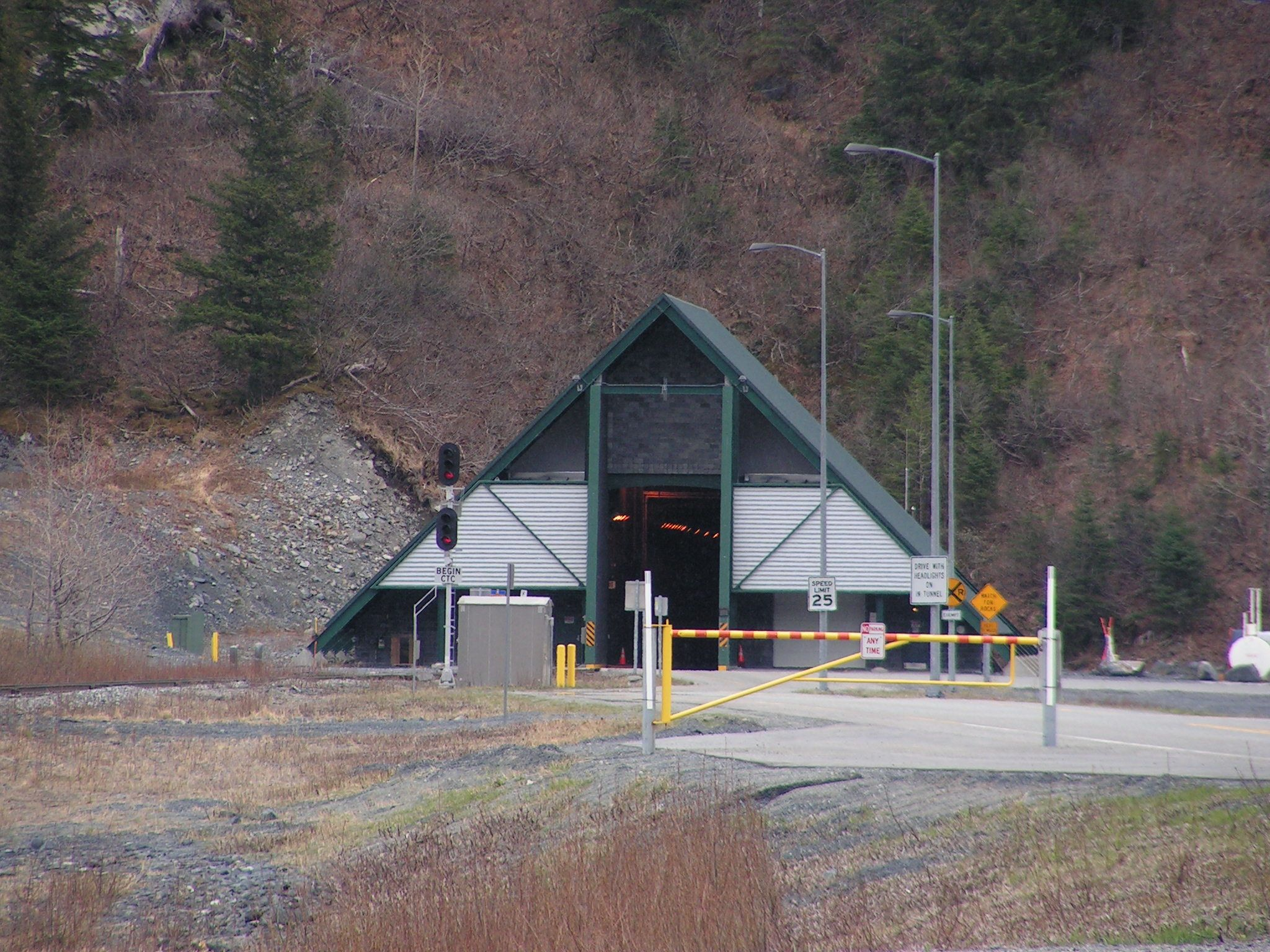
Vista da entrada do Túnel Anton Anderson Memorial.

Uma curiosidade do Alasca é o Túnel Anton Anderson Memorial, que conecta Anchorage com Whittier. Este túnel, que possui cerca de 4 quilómetros de comprimento, é uma estrada de uma única faixa. A estrada também possui uma ferrovia. Como consequência, o tráfego de veículos e trens precisam compartilhar este túnel, resultando em períodos de espera de 20 minutos ou mais para entrar.
A Alaska Railroad ("Ferrovia do Alasca") conecta Seward e Fairbanks. É uma importante atração turística (por passar por regiões cujas paisagens naturais são muito apreciadas por turistas), bem como movimenta grandes quantidades de carga, especialmente minérios, do norte e do interior até os portos do sul. A Alaska Railroad é a única ferrovia primária do Alasca, possuindo cerca de 779 km de extensão. Anchorage é o maior centro portuário do estado.

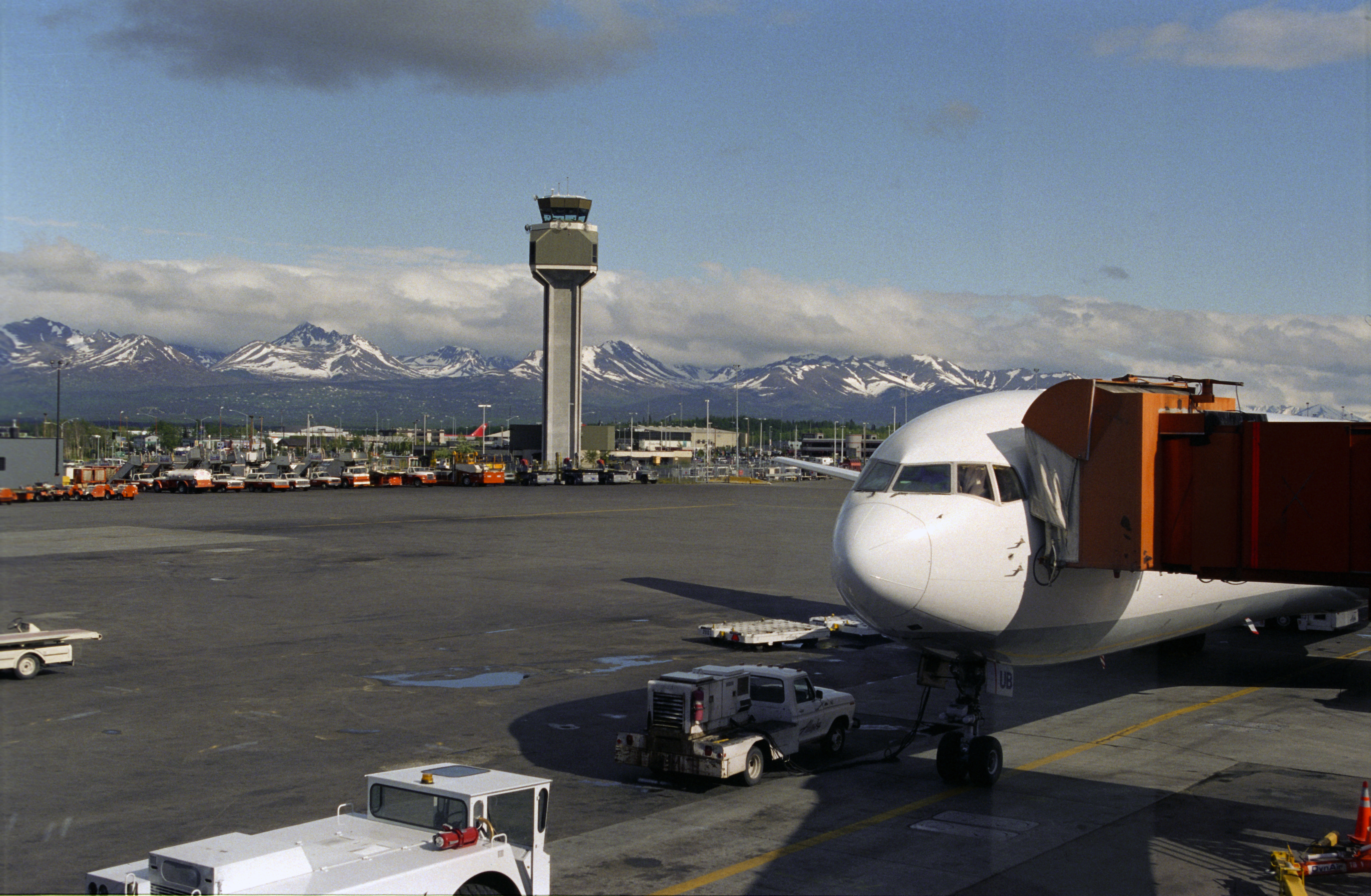
Aeroporto Internacional de Anchorage Ted Stevens.

A maioria das cidades e das vilas no Estado são acessíveis somente por mar ou pelo ar. O Alasca possui um sistema bem desenvolvido de ferry, conhecido como a Rodovia Marítima do Alasca, que atende as cidades do sul do Alasca. Cidades que não são acessíveis por estradas ou por mar somente podem ser acessadas pelo ar; como consequência, a aviação geral e regional do Alasca é bem desenvolvida, e os aeroportos do Estado são geralmente movimentados. Anchorage é o principal centro aeroportuário do Alasca, e a maior linha aérea operando na região é a Alaska Airlines.
O primeiro jornal publicado no Alasca foi o Sitka Times, publicado pela primeira vez em Sitka, em 1868, e ainda em circulação. Atualmente, são publicados no estado trinta jornais, dos quais sete são diários. A primeira estação de rádio do Alasca foi inaugurada em 1924, e a primeira estação de televisão do Alasca foi inaugurada em 1953, ambos em Anchorage. Atualmente, o estado possui 73 estações de rádio – dos quais 33 são AM e 40 são FM – e 13 estações de televisão.

## Cultura

### Símbolos do estado
- Árvore: Picea sitchensis
- Cognomes:
  - Last Frontier
  - Great Land (não oficial)

Bandeira do Alasca.

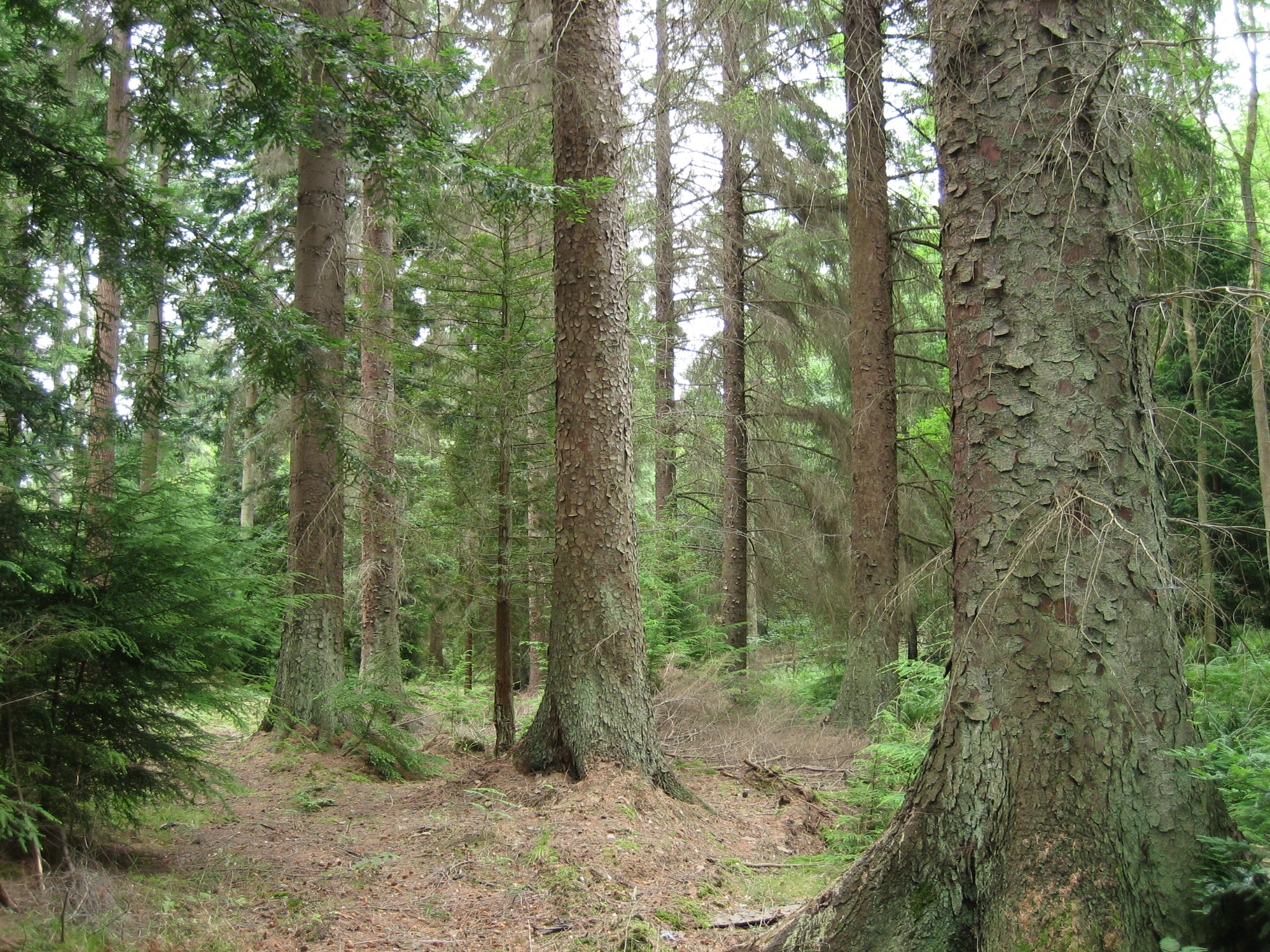
Picea sitchensis.

  - Land of the Midnight Sun (não oficial)
  - Mainland State (não oficial)
- Desporto: Mushing
- Flor: Myosotis
- Fóssil: Mamute
- Fruta: Maçã
- Insecto: Libélula
- Lema: North To The Future (Norte Para o Futuro)
- Mamífero aquático: Balaena mysticetus
- Mamífero terrestre: Alce
- Música: Alaska's Flag (Bandeira do Alasca)
- Pássaro: Lagopus lagopus
- Pedra preciosa: Jade
- Peixe: Salmão